# Le Sanctuaire secret
Le Sanctuaire secret (titre original : Fablehaven) est le premier tome de la série littéraire de fantasy Fablehaven, écrite par Brandon Mull ; il a été publié le 30 juillet 2006 aux États-Unis et le 12 novembre 2009 en France et au Canada. L’éditeur Nathan annonce que la série comptera cinq tomes.

## Résumé
C’est l’histoire de deux enfants, Seth et Kendra Sorenson. Kendra est l’aînée de la famille, âgée de 13 ans alors que Seth est lui âgé de 11 ans. À la suite de la mort de leurs grands-parents maternels, ils doivent partir quelque temps chez leur grands-parents paternels, Stan et Ruth. Mais dès leur arrivée là-bas, ils découvrent un monde enchanté, dont leur grand-père est le gardien, peuplé de créatures mythologiques féeriques mais aussi de terribles dangers. Ce sanctuaire se nomme Fablehaven. 
Ils devront alors empêcher un démon sur-puissant de détruire le sanctuaire.
Réussiront-ils à échapper à la mort... ?

## Principaux personnages
Seth Sorenson.
Intrépide garçon de 12 ans au caractère impatient et curieux, Seth ne peut s’empêcher de désobéir aux règles, ce qui le met régulièrement dans des situations délicates. S’aventurant dans la forêt malgré l’interdiction de son grand-père, il rencontre la sorcière Muriel et découvre avant sa sœur que Fablehaven n’est pas un lieu comme les autres. Au début de la série, Seth est impulsif et désobéissant, mais son courage reste sa plus grande arme. 
Kendra Sorenson.
A presque 14 ans, Kendra est aussi sage que son frère Seth est désobéissant. Au début de la série, Kendra est timide et réservée mais au fil des tomes, elle finit par s'affirmer et devenir plus sûre d'elle même. Bracken, l'un des personnages principaux du dernier tome, affirme qu'elle est vertueuse et jolie. Devenue féerique grâce à son courage lors du premier tome, elle sera une personne importante au sein des Chevaliers De l'Aube. 
Stan Sorenson
Le grand-père de Kendra et Seth est un homme réservé et strict. Cette rigueur s’explique par ses lourdes responsabilités : il est le gardien de Fablehaven, ce sanctuaire qui protège les créatures fabuleuses du monde moderne.
Lena Burgess
Sans âge, d’une beauté exotique et les cheveux d’ébène striés de blanc, elle est la gouvernante de Fablehaven. Elle cache un secret : ancienne naïades, elle a renoncé à son immortalité et a quitté le lac ou elle vivait par amour pour un humain. Les autres créatures magiques ont du mal à comprendre son choix !
Muriel Taggert
Épouse d’un ancien gardien de Fablehaven, elle s’est mise, il y a plus de 160 ans, à fréquenter les créatures démoniaques de la forêt et elle est devenue une sorcière. Depuis, elle est retenue prisonnière par une cordes aux nœuds magiques qui ne peuvent être dénoués que par quelqu'un d'autre, et qu’elle mâche en permanence pour tenter de se libérer. Elle veut prendre le contrôle du sanctuaire et cherche pour cela l’aide du démon Bahumat.
Les Naïades
Ces nymphes des eaux habitent le lac du jardin merveilleux de Fablehaven. Leur plus grand divertissement est d’attirer les humains dans l’eau pour les noyer !
Le Sphinx
Ce personnage aide Kendra, Seth, Grand-Mère, Grand-Père Sorenson. Il est le " chef" des gardiens de sanctuaire. Personne ne connaît sa véritable identité.
Patton BurgessPatton était un ancien gardien de Fablehaven et également le mari de Léna.

## Les éléments magiques
Le lait magique
Ce lait, produit par Viola, une vache géante haute de cinq étages, révèle à celui qui le boit la véritable apparence des créatures autour de lui. Seth et Kendra découvrent en le buvant que dans cette réserve, les chèvres sont en réalité des satyres, les abeilles et les papillons des fées…
Les nœuds magiques
Ils se trouvent sur les cordes qui retiennent prisonniers les êtres maléfiques comme la sorcière Muriel. Lorsqu’un humain demande un service à l’une de ces créatures malfaisantes, il doit souffler sur un nœud pour le dénouer et libérer ainsi la dose de magie nécessaire à la réalisation de son vœu. Mais attention ! Chaque nœud délié rapproche le prisonnier de la liberté…